# Andøya Space
Andøya Space AS is een op het Noorse eiland Andøya gelegen bedrijf dat de lanceerbasissen Andøya Spaceport op Andøya en SvalRak in Ny-Ålesund op het eiland Svalbard alsook het Alomar Observatory uitbaat.
- Virtual International Authority File: 4329148997642759870003